# Geophis godmani
Geophis godmani (земляна змія Годмана) — вид змій родини полозових (Colubridae). Мешкає в Коста-Риці і Панамі.

## Поширення і екологія
Земляні змії Годмана мешкають на території Коста-Рики і західної Панами. Вони живуть на галявинах вологих гірських тропічних лісів, серед каміння і повалених дерев. Зустрічаються на висоті від 1000 до 2100 м над рівнем моря.